# Croix de chemin d'Olemps
La croix de chemin d'Olemps est une croix située à Olemps, en France.

## Localisation
La croix est située sur la commune d'Olemps, dans le département français de l'Aveyron.

## Historique
L'édifice est classé au titre des monuments historiques en 1910.